# 会饮 (古希腊)

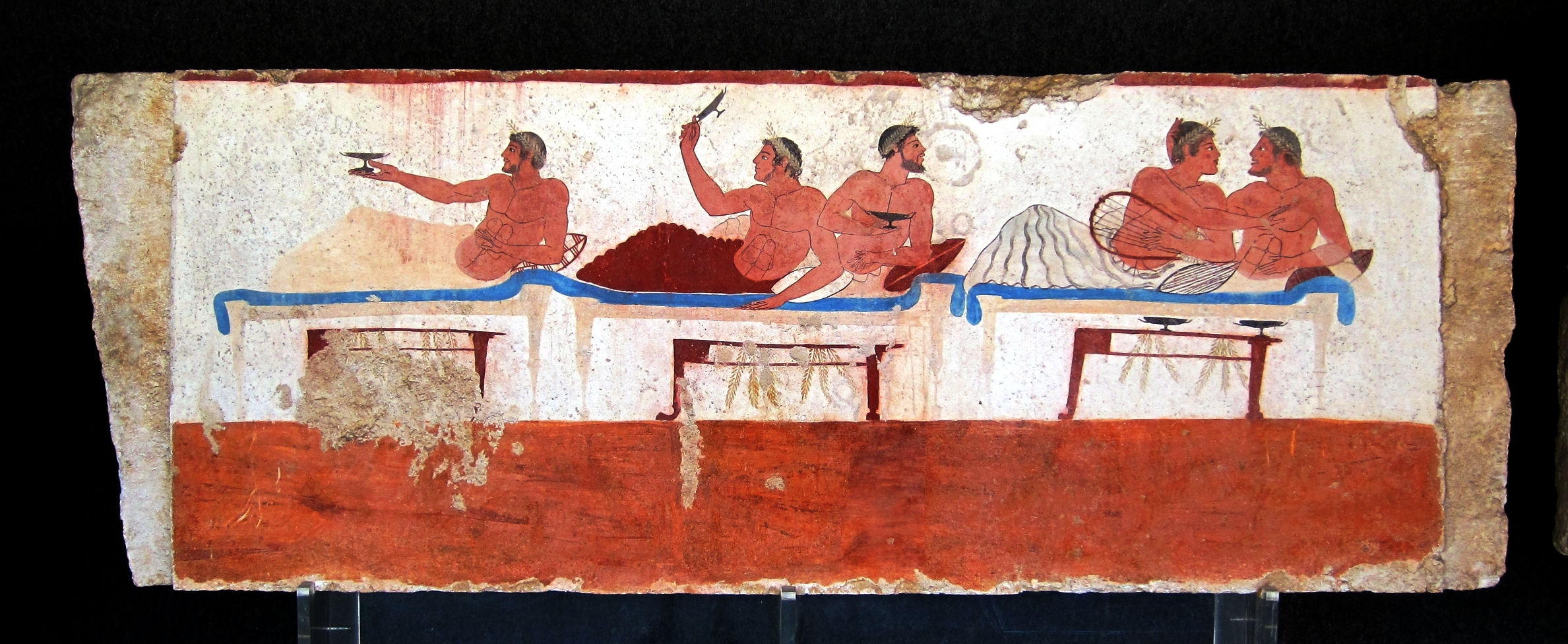
会饮

会饮是古希腊宴会中的一个环节，這一環節出現在人們在用餐之后。會飲期間，人们會饮酒、向神祈祷、唱赞扬神的颂歌、同時還會響起音乐，有人還會跳舞、朗诵、唱歌，或者大家一起玩遊戲，彼此之間還會交谈，甚至還會討論哲學。柏拉图的會飲篇主要講述的是就是會飲這一場景。